# Янус (супутник)
Янус (лат. Janus, грец. Ιανός) — восьмий за віддаленістю від планети природний супутник Сатурна. Також відомий під назвою Сатурн Х. Названий на честь давньоримського бога Януса.
15 грудня 1966 року французький астроном Одуен Дольфюс спостерігав супутник Сатурна, який він назвав Янусом. У тому ж місяці (три дні по тому) Річард Вокер також спостерігав об'єкт на тій самій орбіті. На той час вважалося, що це один і той же супутник. Але через 12 років у жовтні 1978 року Стівен М. Ларсон і Джон Фунтейн відкрили, що насправді це два об'єкти, які рухаються дуже близькими орбітами. Це було підтверджено даними «Вояджера-1». Янус справді виявився «дволиким». 1983 року супутнику, відкритому Вокером, надали назву «Епіметей».

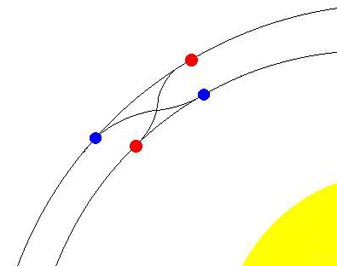
Взаємодія Епіметея і Януса.

Відстань між орбітами супутників становить лише 50 км — істотно менше їх розмірів. 1997 року астрофізики Лора Бетт і Пол Дервіз з Університету Маямі розрахували траєкторію руху унікальної пари супутників. Епіметей і Янус рухаються по своїх орбітах незалежно один від одного до того часу, поки внутрішній супутник не починає доганяти зовнішній. Під дією гравітаційних сил Епіметей виштовхується на вищу орбіту, а Янус переходить на ближчу до Сатурна, тобто вони міняються місцями. Така зміна відбувається приблизно раз на чотири роки. Скоріш за все обидва супутники в минулому складали єдине ціле й на ранньому етапі формування системи Сатурна розділилися на два супутники[джерело?].